# Lan Quỳnh
Phạm Thị Lan Quỳnh (sinh năm 1998), là một nữ ca sĩ người Việt Nam. Cô giành ngôi vị quán quân - Giải nhất Liên hoan tiếng hát truyền hình toàn quốc - giải Sao Mai 2022 - dòng nhạc thính phòng.

## Tiểu sử
Phạm Thị Lan Quỳnh sinh ra và lớn lên tại xã Chính Nghĩa, huyện Kim Động, tỉnh Hưng Yên, trong một gia đinh không có truyền thống nền tảng về âm nhạc.
Lan Quỳnh là học trò của Tân Nhàn. Cô tốt nghiệp thạc sĩ chuyên ngành thanh nhạc biểu diễn loại xuất sắc tại Học viện Âm nhạc Quốc gia Việt Nam.

## Sự nghiệp
Cô tham gia Liên hoan tiếng hát truyền hình toàn quốc năm 2023 và đạt giải Quán quân dòng nhạc thính phòng.

## Thành tích
- Quán quân “Sao Mai Toàn Quốc” 2022
- Giải Nhất “Tiếng Hát Sông Thương” 2020
- Giải nhất “Giọng Hát Hay Sinh Viên” mở rộng 2022
- Giải Nhất “Sao Mai Miền Bắc” 2022
- Giải Nhì “Sao Mai Hải Phòng” 2022

## Tranh cãi
Tháng 10 năm 2023, công chúng tại Việt Nam đã tỏ ra "xôn xao" trước một bài đăng trên trang cá nhân của ca sĩ Đinh Trang, người được xem là từng giúp đỡ Lan Quỳnh rất nhiều trên con đường nghệ thuật. Trong đó, bài đăng này cho biết Đinh Trang đã "tố cáo" một cách công khai ba nghệ sĩ (trong đó có Lan Quỳnh) đã có những đoạn chat thể hiện hàm ý xúc phạm và khinh thường cô trong nhóm chat Messenger. Sau bài viết của Đinh Trang, Lan Quỳnh cùng một số thành viên trong nhóm chat đã khóa tài khoản Facebook cá nhân. Sáng ngày 13 tháng 10, Lan Quỳnh mở lại tài khoản và gửi lời xin lỗi tới công chúng mà cô cho là vì "những thông tin đã gây ảnh hưởng đến tâm trạng của mọi người". Tuy nhiên, Lan Quỳnh không xin lỗi ca sĩ Đinh Trang mà phát ngôn rằng "người tôi phải xin lỗi nếu tôi có ăn cháo đá bát thì đó là cô giáo của tôi - Phó Trưởng khoa Thanh nhạc Tân Nhàn", thậm chí cô còn khẳng định sẽ nhờ đến pháp luật vào cuộc. Ít giờ sau đó, tài khoản cá nhân của Lan Quỳnh bị biến mất. Lời xin lỗi của cô đã một lần nữa khiến dư luận tiếp tục chỉ trích.